# 第7鉱区
『第7鉱区』（だいななこうく、原題：SECTOR7）は、2011年公開の韓国映画。3D・2D同時公開。PG-12指定。

## あらすじ
舞台は九州の西、東シナ海に浮かぶ第7鉱区。

石油ボーリング船エクリプス号では、産油国を夢見る隊員達による必死の作業が行われていた。しかし作業は難航、ついには本部より撤収命令が下される。第7鉱区の石油の存在を信じる海底装備マネージャー・ヘジュンは、本部の指示に従おうとするキャプテンと反発しては、油質分析官のドンスらに宥められていた。

やがて、ベテランキャプテンだったジョンマンが本部からやって来る。隊員達の思いを汲んだジョンマンは、自らの責任の下、作業続行を決定する。

3か月後、海底調査中だった作業員の一人・ヒョヌが死亡する事故が起こる。意気消沈するヘジュンであったが、その晩、生態研究員のヒョンジョンがボーリング船の屋上から転落、謎の死を遂げる。死因を調べていた医療担当官・ムンヒョンは、彼女に付着した体液状の物を発見。分析の結果、精子に似た未知の生物を発見する。直後、ムンヒョンもまた姿を消してしまう。

隊員達は、ヒョンジョンに告白しては振られ続けていたチスンを、彼女の死に関係しているのではないかと疑い拘束。しかし、彼もまた忽然と姿を消す。次々と襲われていく隊員達…。

船内を調査していたヘジュンとドンスは、動力室で謎の巨大生物がヒョンジョンらと思しき死体を貪る光景を目の当たりにする。同じくして、本部との交信が途絶える事態が起こる。ジョンマンはヘジュンらと共に生物の抹殺を決意、やがて生物の恐るべき正体が明らかとなる…。

## 登場人物
ヘジュン
主人公。海底装備マネージャーを務める。男勝りの性格で劇中では「無鉄砲」と呼ばれていた。

第7鉱区で父を亡くしており、石油採掘に対する情熱は並々ならないものがある。
アン・ジョンマン
ベテランキャプテン。ヘジュンの叔父。

生物の秘密を知っており、本部から志願し第7鉱区へやって来た。

事件に責任を感じ、船の自爆装置を作動させ、生物との一騎撃ちに挑むが…。
キム・ドンス
油質分析官で、ヘジュンの恋人。
ムンヒョン
医療担当官。

ヒョンジョンの死体に付着した液体を精子と勘違いしたことで、チスンに疑いが掛かることに…。
ト・サング
作業員の一人。陽気な性格で、後輩のジョンユンとは仲がいい。
コ・ジョンユン
作業員の一人。皮肉屋であるが、サングとはいいコンビである。
キャプテン
現場責任者。保守的な性格で、第7鉱区の作業続行についてヘジュンと衝突していた。

ヒョンジョン
生態研究員。ジッポを弄る癖がある。

生物の培養・育成を行うジョンマンに反発しており…。
チスン
作業員の一人。

ヒョンジョンに好意を抱いており、しつこくアプローチし続けていた。

## キャスト
| 役名             | 俳優             | 日本語吹替 |
| ---------------- | ---------------- | ---------- |
| ヘジュン         | ハ・ジウォン     | 本田貴子   |
| アン・ジョンマン | アン・ソンギ     | 高岡瓶々   |
| キム・ドンス     | オ・ジホ         | 中川慶一   |
| ムンヒョン       | イ・ハンウィ     |            |
| ト・サング       | パク・チョルミン |            |
| コ・ジョンユン   | ソン・セビョク   |            |
| ヒョンジュン     | チャ・イェリョン |            |

## 謎の生物
20年前のボーリング作業中に発見された、未知の深海生物。通称・化学合成生態系生物。

オタマジャクシ程の半透明の発光体から、銃弾をも弾く強固な皮膚を持つ2ｍの巨大生物まで変態を繰り返す。棘の付いた舌を使い、相手を捕まえ捕食する。

体液は、揮発性を有した可燃性の高い液体で、作中では30時間以上燃え続け1200度以上の高温を記録した。培養し液化することで石油の代用として期待されるが、倫理的に問題があるとして凍結された。

だが、諦めきれないジョンマンによって研究中の個体が巨大化し船内に逃亡、惨事を招くことになる。

大きさや性質などで計12段階まで存在する。

## 映像ソフト化
2012年5月9日、BD&DVD発売。